# A Simple Plan
A Simple Plan és un pel·lícula estatunidenca dirigida el 1998 per Sam Raimi. Va obtenir el Premi del jurat al Festival de Cinema Policíac de Cognac.

## Argument
És Cap d'any i la regió, assaltada pel fred, és coberta de neu. Hank Mitchell, acompanyat del seu germà gran Jacob, un ésser sensible i mentalment disminuït, i de Lou, amic de Jacob, descobreixen en el bosc un avió cobert per la neu. A l'interior, el cadàver del pilot i una bossa contenint prop de cinc milions de dòlars. Hank, en principi reticent, es deixa convèncer pels seus dos companys i posa a punt un pla simple...

## Repartiment
- Bill Paxton: Hank Mitchell
- Billy Bob Thornton: Jacob Mitchell
- Bridget Fonda: Sarah Mitchell
- Brent Briscoe: Lou Chambers
- Becky Ann Baker: Nancy Chambers
- Gary Cole: Neil Baxter
- Chelcie Ross: el xèrif Carl Jenkins
- Jack Walsh: Tom Butler

## Guardons
Premis
- 1999: Premi especial del jurat al Festival de Cinema Policíac de Cognac[1]

Nominacions
- 1999. Oscar al millor actor secundari per Billy Bob Thornton[2]
- 1999. Oscar al millor guió adaptat per Scott B. Smith[2]
- 1999. Globus d'Or al millor actor secundari per Billy Bob Thornton[3]